# Володимир Чацький
Влодзімеж (Володимир) Чацький (пол. Włodzimierz Czacki; 16 квітня 1834 Порицьк, Володимир-Волинський повіт, Волинська губернія, Російська імперія — 8 березня 1888, Рим) — польський кардинал, папський дипломат, поет і публіцист. Титулярний архієпископ Саламіна з 12 серпня 1879 по 25 вересня 1882. Апостольський нунцій в Франції з 19 вересня 1879 по 25 вересня 1882. Кардинал-священик з 25 вересня 1882, з титулом церкви Санта-Пуденціана з 15 березня 1883.

## Біографія
Народився у родовому маєтку Чацьких у с. Порицьк (нині Павлівка, у 25 км від Володимира-Волинського, Україна).

## Церковна діяльність
17-літній юнак через хворобу покинув Польщу і поселився у Римі. У 1867 році рукоположений у сан священика і став особовим секретарем Римського папи Пія IX. Користуючись особовою довірою, займався папським листуванням, що сприяло вивченню ним багатьох іноземний мов. Перебуваючи у постійному контакті з сім'єю в Польщі, інформував Папу про ситуацію на батьківщині, особливо, у Царстві Польськім.
Як папський радник брав участь у I Ватиканському соборі, працюючи членом церковно--політичної комісії. Від так брав участь у роботі Римської курії, був секретарем Священної Конгрегації надзвичайних церковних справ. Працюючи у ватиканському державному секретаріаті займався політичними справами. З 1878 року брав участь у переговорах, направлених на закінчення культуркампфа.
Сприяв організації у Римі Польського Коллегіума. У 1879 році Римський папа призначив Володимира Чацького своїм апостольським нунцієм в Парижі і титулярним архієпископом Саламинським.
Під час перебування в Парижі успішно змагався проти зриву конкордата французьким урядом і ліквідації деяких чернечих орденів.
Після трьох років в Парижі Чацький попросив звільнити його від функцій нунція і повернувся у Рим.
З 25 вересня 1882 року — кардинал Володимир Чацький був одним із трьох найближчих радників Папи Римського Льва XIII, працював для семи римських конгрегацій, був покровителем 3-х чернечих орденів, захисником інтересів Королівства Португалії.

## Творчість
У публіцистиці обстоював своє представлення про незалежну Польщу, вказував на релігійні мотиви січневого повстання 1863 року. Виступав з призивами про допомогу заколотникам зі сторони католицьких держав. Автор статей у захист авторитету папства. Ним написані кілька томів поетичних творів, таких як: «Wiązanka», «Trzy pieśni — Pokusa, Przejrzenie, Modlitwa» та ін.

## Вибрана публіцистика
- List o Polsce i Państwie Kościelnym (1860),
- Les catoliques et l'Église de Pologne (1863),
- Rome et la Pologne (1864),
- Kościół i postępowość (1868).

## Нагороди
- Великий хрест Мальтійського ордену
- Лицарський хрест Ордена Карлоса ІІІ